# 2007 TQ436
2007 TQ436, também escrito como 2007 TQ436, é um objeto transnetuniano que está localizado no Cinturão de Kuiper, uma região do Sistema Solar. Ele possui uma magnitude absoluta de 10,0 e tem um diâmetro estimado com 44 km.

## Descoberta
2007 TQ436 foi descoberto no dia 14 de outubro de 2007 pelos astrônomos S. S. Sheppard e C. A. Trujillo.

## Órbita
A órbita de 2007 TQ436 tem uma excentricidade de 0,253 e possui um semieixo maior de 39,752 UA. O seu periélio leva o mesmo a uma distância de 36,865 UA em relação ao Sol e seu afélio a 49,812 UA.